# Troy Dalbey
Troy Lane Dalbey, né le 19 septembre 1968, est un nageur américain. Lors des Jeux olympiques d'été de 1988 disputés à Séoul, il remporte deux médailles d'or, d'abord au relais 4 × 200 m nage libre puis au relais 4 × 100 m nage libre, battant à chaque fois le record du monde avec ses coéquipiers.  

## Palmarès
- médaille d'or au relais 4 × 100 m nage libre aux Jeux olympiques de Séoul en 1988
- médaille d'or au relais 4 × 200 m nage libre aux Jeux olympiques de Séoul en 1988

- médaille d'argent au relais 4 × 200 m nage libre aux championnats du monde 1991 à Perth